# Coprophanaeus pertyi
Coprophanaeus pertyi är en skalbaggsart som beskrevs av Olsoufieff 1924. Coprophanaeus pertyi ingår i släktet Coprophanaeus och familjen bladhorningar. Inga underarter finns listade i Catalogue of Life.